# معالجة عملياتية متصلة
معالجة عملياتية متصلة أو مُعالجة المعاملات عبر الإنترنت (بالإنجليزية: Online transaction processing) ويعرفُ أختصارًا بـ (OLTP) هو فئة من نظام المعلومات التي تسهل إدارة التطبيقات الموجهة للمعاملة، وعادة لإدخال واسترجاع البيانات. تعمل أنظمة المعلومات عادةً على تسهيل وإدارة التطبيقات الموجهة للمعاملات.
يمكن أن يكون لمصطلح «معاملة» (بالإنجليزية: transaction) معنيان مختلفان، وكلاهما قد ينطبق: في مجال أجهزة الكمبيوتر أو معاملات قاعدة البيانات (بالإنجليزية: database transactions)، يشير المصطلح إلى تغيير جذري للحالة، بينما في مجال الأعمال أو التمويل، يشير المصطلح عادةً إلى تبادل اقتصادي الكيانات (كما يستخدمها، على سبيل المثال في المعاملات التجارية. ):50 قد يستخدم OLTP معاملات من النوع الأول لتسجيل معاملات النوع الثاني.
كما تم استخدام OLTP للإشارة إلى المعالجة التي يستجيب فيها النظام على الفور لطلبات المستخدم. آلة الصراف الآلي (ATM) للبنك هي مثال على تطبيق معالجة المعاملات التجارية. تتمتع تطبيقات معالجة المعاملات عبر الإنترنت بإنتاجية عالية وهي كثيفة الإدراج أو التحديث في إدارة قواعد البيانات. يتم استخدام هذه التطبيقات بشكل متزامن من قبل مئات المستخدمين. تتمثل الأهداف الرئيسية لتطبيقات OLTP في التوافر والسرعة والتزامن وقابلية الاسترداد. يعد تقليل المسارات الورقية والتنبؤ الأسرع والأكثر دقة للإيرادات والمصروفات مثالين على كيفية قيام OLTP بجعل الأمور أبسط للشركات. ومع ذلك، مثل العديد من حلول تكنولوجيا المعلومات الحديثة عبر الإنترنت، تتطلب بعض الأنظمة صيانة غير متصلة بالإنترنت، مما يؤثر بشكل أكبر على تحليل التكلفة والعائد لنظام معالجة المعاملات عبر الإنترنت.
عادةً ما يتناقض OLTP مع المعالجة التحليلية متصلة (بالإنجليزية: OLAP)، والذي يتميز عمومًا باستعلامات أكثر تعقيدًا، بحجم أصغر، لغرض ذكاء الأعمال أو إعداد التقارير بدلاً من معالجة المعاملات. بينما تعالج أنظمة OLTP جميع أنواع الاستعلامات (قراءة وإدراج وتحديث وحذف)، يتم تحسين OLAP بشكل عام للقراءة فقط وقد لا يدعم حتى أنواع الاستعلامات الأخرى. يعمل OLTP أيضًا بشكل مختلف عن معالجة الدُفعات وحوسبة الشبكة.:15
بالإضافة إلى ذلك، غالبًا ما يتناقض OLTP مع OLEP (معالجة الأحداث عبر الإنترنت)، والذي يعتمد على سجلات الأحداث الموزعة لتقديم تناسق قوي في الأنظمة غير المتجانسة واسعة النطاق. في حين أن OLTP يرتبط بالمعاملات الذرية القصيرة، فإن OLEP يسمح بأنماط توزيع أكثر مرونة وقابلية أكبر للتوسع، ولكن مع زيادة زمن الوصول وبدون ضمان أقصى حد لوقت المعالجة.

## ملخص
نظام OLTP هو نظام معالجة بيانات يمكن الوصول إليه في مؤسسات اليوم. تتضمن بعض أمثلة أنظمة OLTP إدخال الأمر ومبيعات التجزئة وأنظمة المعاملات المالية. تتطلب أنظمة معالجة المعاملات عبر الإنترنت بشكل متزايد دعمًا للمعاملات التي تمتد عبر شبكة وقد تشمل أكثر من شركة واحدة. لهذا السبب، يستخدم برنامج معالجة المعاملات الحديث عبر الإنترنت برنامجًا للسمسرة ومعالجة العميل أو الخادم الذي يسمح للمعاملات بالعمل على منصات كمبيوتر مختلفة في الشبكة.
في التطبيقات الكبيرة، قد يعتمد OLTP الفعال على برامج إدارة المعاملات المعقدة (مثل CICS) أو تكتيكات تحسين قاعدة البيانات لتسهيل معالجة أعداد كبيرة من التحديثات المتزامنة لقاعدة بيانات OLTP الموجهة.
بالنسبة لأنظمة قواعد البيانات اللامركزية الأكثر تطلبًا، يمكن لبرامج السمسرة OLTP توزيع معالجة المعاملات بين أجهزة كمبيوتر متعددة على الشبكة . غالبًا ما يتم دمج OLTP في البنية الموجهة للخدمة (SOA) وخدمات الويب.
تتضمن معالجة المعاملات عبر الإنترنت (OLTP) جمع معلومات الإدخال ومعالجة البيانات وتحديث البيانات الموجودة لتعكس المعلومات التي تم جمعها ومعالجتها. اعتبارًا من اليوم، تستخدم معظم المؤسسات نظام إدارة قواعد البيانات لدعم OLTP. يتم تنفيذ OLTP في نظام خادم العميل.
مخاوف عملية المعاملات عبر الإنترنت حول التزامن والذرة (بالإنجليزية: Atomicity). تضمن عناصر التحكم في التزامن عدم تمكن مستخدمين اثنين من الوصول إلى نفس البيانات في نظام قاعدة البيانات من تغيير تلك البيانات أو يتعين على المستخدم الانتظار حتى ينتهي المستخدم الآخر من المعالجة، قبل تغيير قطعة البيانات هذه. تضمن ضوابط Atomicity أن جميع الخطوات في المعاملة يتم إكمالها بنجاح كمجموعة. بمعنى، إذا فشلت أي خطوات بين المعاملة، يجب أن تفشل جميع الخطوات الأخرى أيضًا.

## تصميم الأنظمة
لبناء نظام OLTP، يجب أن يعرف المصمم أن العدد الكبير من المستخدمين المتزامنين لا يتعارض مع أداء النظام. لزيادة أداء نظام OLTP، يجب على المصمم تجنب الاستخدام المفرط للفهارس والمجموعات.
تعتبر العناصر التالية ضرورية لأداء أنظمة OLTP:
- جزء التراجع

شرائح التراجع (بالإنجليزية: Rollback segments) هي أجزاء من قاعدة البيانات تسجل إجراءات المعاملات في حالة التراجع عن المعاملة. توفر مقاطع التراجع اتساق القراءة ومعاملات التراجع واستعادة قاعدة البيانات.
- الكتلة

الكتلة (بالإنجليزية: Clusters) هي مخطط يحتوي على جدول واحد أو أكثر يشتمل على عمود واحد أو أكثر مشترك. يعمل تجميع الجداول في قاعدة بيانات على تحسين أداء عمليات الربط.
- المعاملات المنفصلة

المعاملات المنفصلة (بالإنجليزية: Discrete transactions) تؤجل المعاملة المنفصلة جميع التغييرات التي تطرأ على البيانات حتى يتم الالتزام بالمعاملة. يمكنه تحسين أداء المعاملات القصيرة غير الموزعة.
- حجم الكتلة

حجم الكتلة (بالإنجليزية: Block size) يجب أن يكون حجم كتلة البيانات مضاعفًا لحجم كتلة نظام التشغيل ضمن الحد الأقصى لتجنب الإدخال / الإخراج غير الضروري.
- حجم ذاكرة التخزين المؤقت

يجب ضبط عبارات SQL لاستخدام ذاكرة التخزين المؤقت لقاعدة البيانات لتجنب استهلاك الموارد غير الضروري.
- التخصيص الديناميكي للمساحة للجداول وشرائح التراجع
- شاشات معالجة المعاملات والخادم متعدد الخيوط

يتم استخدام مراقب معالجة المعاملات لتنسيق الخدمات. إنه يشبه نظام التشغيل ويقوم بالتنسيق على مستوى عالٍ من التفاصيل ويمكن أن يمتد إلى أجهزة حوسبة متعددة.
- القسم[الإنجليزية]

يزيد استخدام الأقسام من أداء المواقع التي لديها معاملات منتظمة مع الحفاظ على التوافر والأمان.
- ضبط قاعدة البيانات[الإنجليزية]

من خلال ضبط قاعدة البيانات، يمكن لنظام OLTP زيادة أدائه بأكبر قدر ممكن من الكفاءة والسرعة.

## وصلات خارجية
- H-Store Project (architectural and application shifts affecting OLTP performance)
- IBM CICS official website
- Transaction Processing Performance Council
- OLTP Schema نسخة محفوظة 30 يوليو 2021 على موقع واي باك مشين.
- Transaction Processing: Concepts & Techniques Management